# Coleophora riffelensis
Coleophora riffelensis — вид лускокрилих комах родини чохликових молей (Coleophoridae).

## Поширення
Вид поширений в Південній та Південно-Східній Європі. Присутній у фауні України.

## Спосіб життя
Метелики літають наприкінці червня. Личинки живляться генеративними органами гвоздики Dianthus lumnitzeri. Вони живуть у чохликах.